# Yoshika
Yoshika (japanska: 吉賀町?, Yoshika-chō) är en landskommun (köping) i Shimane prefektur i Japan. 